# René Greisch
Pour les articles homonymes, voir Greisch.
René Greisch, né le 18 février 1929 à Stockem et mort le 12 juillet 2000 à Liège, est un architecte belge.
Diplômé en génie civil (1951) et architecture (1955) de l'Université de Liège, il fonde en 1960 le Bureau d'étude Greisch.
Il est inhumé à Awans.

## Réalisations
- 1975-1979 : viaduc de Sécheval (340 mètres), à Sougné-Remouchamps, sur l'autoroute E25 (A26).
- 1980 : viaduc de Remouchamps (939 mètres), à Sougné-Remouchamps, sur l'autoroute E25 (A26).
- 1980-1982 : pont de Lanaye (232 mètres), sur le canal Albert, entre Ében-Émael et Lanaye.
- 1981-1985 : pont de Hermalle (183 mètres), sur le canal Albert, à Hermalle-sous-Argenteau.
- 1989 : pont de Wandre (408 mètres), sur le canal Albert et la Meuse, à Herstal.
- 1990 : pont de Milsaucy, sur le canal Albert, à Liège.
- 1994 : pont sur l'autoroute A13 à Schifflange.
- 1995 : Bâtiment trifacultaire de l'université de Liège, au Sart-Tilman (Liège)
- 1998-2000 : Institut de Mécanique et Génie-Civil de l'université de Liège, au Sart-Tilman (Liège)
- 2003 : passerelle Céramique (261 mètres), sur la Meuse, à Maastricht.
- 2004 : viaduc de Millau sur le Tarn (Aveyron) en collaboration avec l'Université de Liège.